# Crookwell River
Crookwell River är ett vattendrag i Australien. Det ligger i delstaten New South Wales, i den sydöstra delen av landet, omkring 200 kilometer väster om delstatshuvudstaden Sydney.
I omgivningarna runt Crookwell River växer huvudsakligen savannskog. Trakten runt Crookwell River är nära nog obefolkad, med mindre än två invånare per kvadratkilometer. Genomsnittlig årsnederbörd är 862 millimeter. Den regnigaste månaden är februari, med i genomsnitt 172 mm nederbörd, och den torraste är oktober, med 36 mm nederbörd.